# Newfane (CDP, New York)
Pour les articles homonymes, voir Newfane.
Newfane est une census-designated place du comté de Niagara, dans l'État de New York, aux États-Unis,. En 2020, elle compte une population de 3 662 habitants.